# R. D. Call
R. D. Call, né le 16 février 1950 à Ogden dans l'Utah et mort le 27 février 2020, est un acteur américain.

## Biographie
Né à Ogden, il commence sa carrière cinématographique tôt en faisant une apparition dans un épisode de Trapper John, M.D. (en), où il a été directement engagé par le réalisateur Leo Penn. Il joue par la suite aux côtés de Sean Penn dans plusieurs autres films tels Comme un chien enragé, Colors, Sam, je suis Sam, Into the Wild, Judgement in Berlin (en), 260 chrono, Les Anges de la nuit, Le Poids de l'eau, et Young Guns 2.
Call joue également dans plusieurs films de Walter Hill tels 48 heures, Comment claquer un million de dollars par jour et Dernier Recours.
À la télévision, il joue notamment dans Burn Notice, Cruel Doubt (en), EZ Streets, Arabesque et Timestalkers (en). Il joue également le rôle de Jude Andrews dans la mini-série Contretemps tirée de l’œuvre de Stephen King.
Call joue également au théâtre, notamment dans les pièces Blackout, The Speed of Darkness, Drift et Good Bobby.

## Filmographie
| Année     | Titre                                          | Rôle                                 | Réalisateur                  | Notes                           |
| --------- | ---------------------------------------------- | ------------------------------------ | ---------------------------- | ------------------------------- |
| 2015      | Blue Telescope                                 | John Fortuna                         | John D. Wagner               |                                 |
| 2015      | Rogues of LA                                   | Neal                                 | Stuart Alexander             | 1 épisode                       |
| 2014      | Castle                                         | Quinn                                | Mickey Barbozza              | 1 épisode (crédité RD Call)     |
| 2012      | Silent Night in Muncie                         | Michael                              | Jon D. Wagner                | Court métrage                   |
| 2012      | Perception                                     | Marcus                               | Stan Harrington              |                                 |
| 2012      | Burn Notice                                    | Quinn                                | Alfredo Barrios, Jr.         | 1 épisode                       |
| 2009      | Follow the Prophet (en)                        | Général Davis                        | Drew Ann Rosenberg           |                                 |
| 2008      | Adventures in Appletown                        | Coach Joe                            | Robert Moresco               |                                 |
| 2007      | Into the Wild                                  | Bull                                 | Sean Penn                    |                                 |
| 2006      | The Work and the Glory III: A House Divided    | Boggs                                | Sterling Van Wagenen (en)    |                                 |
| 2006      | The Drop                                       | Interviewer                          | Kevin Lewis                  |                                 |
| 2006      | Babel                                          | Interrogateur du FBI                 | Alejandro González Iñárritu  |                                 |
| 2006      | Dark Heart                                     | Finn                                 | Kevin Lewis                  |                                 |
| 2005      | The Work and the Glory II: American Zion       | Boggs                                | Sterling Van Wagenen (en)    |                                 |
| 2005      | Supernatural                                   | Sheriff Pierce                       | David Nutter                 | Pilote                          |
| 2002      | JAG                                            | Master Chief Proctor                 | Michael Schultz              | 1 épisode                       |
| 2002      | Calculs meurtriers                             | Capitaine Rod Cody                   | Barbet Schroeder             |                                 |
| 2001      | Sam, je suis Sam                               | Policier au parc                     | Jessie Nelson                |                                 |
| 2000      | The Weight of Water                            | Garde côtier                         | Kathryn Bigelow              |                                 |
| 2000      | Family Law                                     | Sergent Rodriguez                    |                              | 1 épisode                       |
| 1998      | Malaika                                        | Jack Grant                           | Marina Martins               |                                 |
| 1998      | La Colère du tueur                             | Albert Talgorno                      | Michael Preece               | téléfilm                        |
| 1993–1998 | Walker, Texas Ranger                           | Stan Gorman/Dave Kilmer              | Michael Preece/Tony Mordente | 2 épisodes                      |
| 1998      | Diagnostic : Meurtre                           | Eddie Wallace                        | Christopher Hibler           | 1 épisode                       |
| 1998      | The Practice : Bobby Donnell et Associés       | détective Morris                     | Michael Schultz              | 1 épisode                       |
| 1996–1997 | EZ Streets                                     | Michael "Fivers" Dugan               | Variés                       | 9 épisodes                      |
| 1996      | Last Man Standing                              | Jack McCool                          | Walter Hill                  |                                 |
| 1995      | Waterworld                                     |                                      | Kevin Reynolds               |                                 |
| 1994      | X-Files : Aux frontières du réel               | Sheriff Maurice Daniels              | Michael Lange                | épisode : L'Église des miracles |
| 1994      | Arabesque                                      | Joseph Kempinsky                     | Peter S. Fischer             | 1 épisode                       |
| 1993      | Jack Reed: Badge of Honor                      | Lt. Lloyd Butler                     | Kevin Connor                 | téléfilm                        |
| 1992      | Cruel Doubt (en)                               | procureur Mitchell Norton            | Yves Simoneau                | téléfilm                        |
| 1991      | Larry le liquidateur                           | Arthur                               | Norman Jewison               |                                 |
| 1991      | Golden Years                                   | Jude Andrews                         | Variés                       | 7 épisodes                      |
| 1990      | State of Grace                                 | Pat Nicholson, lieutenant de Frankie | Phil Joanou                  |                                 |
| 1990      | Young Guns 2                                   | D.A. Rynerson                        | Geoff Murphy                 |                                 |
| 1990      | Le Cavalier solitaire                          | Fletcher                             | Michael Lange                | 1 épisode                       |
| 1989      | Né un 4 juillet                                | Chaplain – Vietnam                   | Oliver Stone                 |                                 |
| 1989      | L.A. Takedown                                  | Harry Dieter                         | Michael Mann                 | téléfilm                        |
| 1988–1989 | Les Chevaliers de la nuit                      | Bates                                | Variés                       | 3 épisodes                      |
| 1989      | Unconquered (en)                               | KKK Member                           | Dick Lowry                   | téléfilm                        |
| 1988      | War Party                                      |                                      | Franc Roddam                 |                                 |
| 1988      | Judgement in Berlin (en)                       | Stephen N. Raboun                    | Leo Penn                     |                                 |
| 1988      | Colors                                         | Officier Rusty Baines                | Dennis Hopper                |                                 |
| 1987      | No Man's Land                                  | Frank Martin                         | Peter Werner                 |                                 |
| 1987      | Timestalkers (en)                              | Bart                                 | Michael Schultz              | téléfilm                        |
| 1986      | The Children of Times Square                   |                                      | Curtis Hanson                | téléfilm                        |
| 1986      | Comme un chien enragé                          | Dickie                               | James Foley                  |                                 |
| 1985      | Comment claquer un million de dollars par jour | garde à la cour                      | Walter Hill                  |                                 |
| 1985      | Trapper John, M.D. (en)                        | conducteur de camion de buanderie    | Leo Penn                     | 1 épisode                       |
| 1985      | V                                              | visiteur apportant un message        | Cliff Bole                   | 1 épisode                       |
| 1982      | 48 heures                                      | Duty Sergeant                        | Walter Hill                  |                                 |
| 1982      | La Petite Maison dans la prairie               | Dwayne                               | Michael Landon               | 1 épisode                       |
| 1979      | Barnaby Jones                                  | Walsh                                | Winrich Kolbe                | 1 épisode                       |

## Récompenses et distinctions
Call remporte en 2010 le Legends Award du Action On Film International Film Festival (en) (AOF).